# Balthasar van der Ast

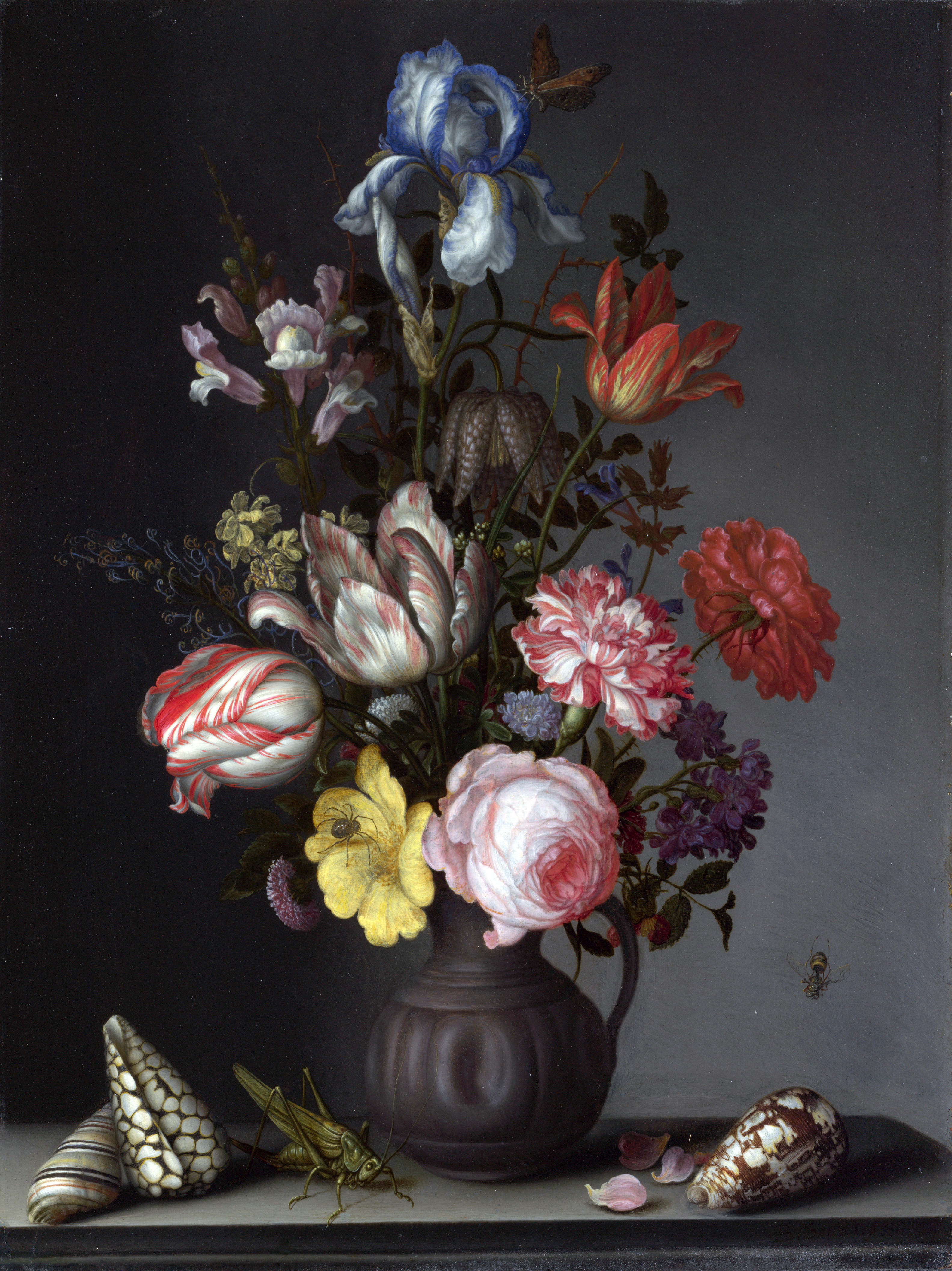

Balthasar van der Ast, född  1593 eller 1594 i Middelburg, död  1657 i Delft, var en nederländsk konstnär känd för sina blomsterstilleben.

## Biografi
När van der Asts föräldrar dog 1609 blev han upptagen i sin syster Marias familj. Systern var gift med konstnären Ambrosius Bosschaert och van der Ast blev Bosschaerts elev. Med Bosschaerts flyttade han runt 1615 till Utrecht där han blev medlem av Lucasgillet 1619. 1632 flyttade van der Ast till Delft där han dog 1657.
Balthasar van der Ast var naturligt nog påverkad av Bosschaert och även av Roelant Savery, som blev medlem av gillet i utrecht samma år som van der Ast. Men han hade ändå en personlig och lätt igenkänd egen stil. Precis som Bosschaert målade han alltid med tunna lasyrer vilket har gjort att många av hans målningar idag är skadade av att ha rengjorts för hårdhänt under århundradena som gått. Det innebär andra sidan att man lättare kan studera hans måleriteknik.
Förutom blomsterstilleben så målade han ofta stilleben med frukt, och han tyckte om att inkludera insekter, ödlor och små föremål som snäckor i sina målningar.

## Galleri (i urval)

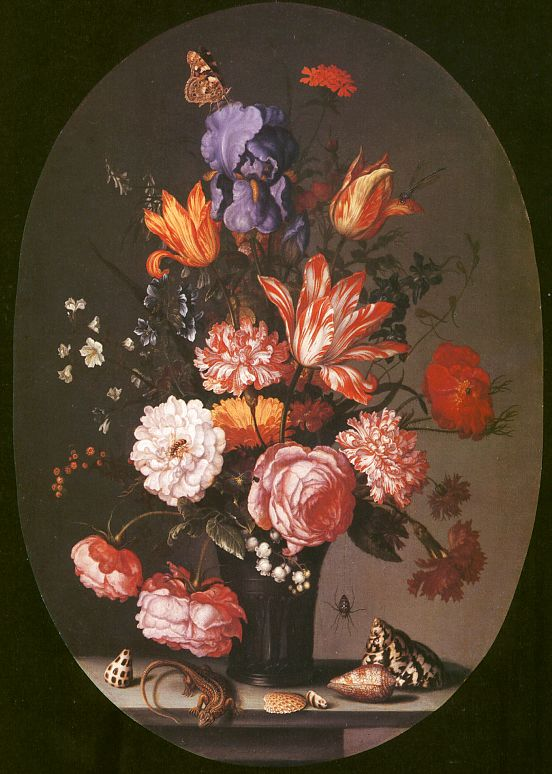
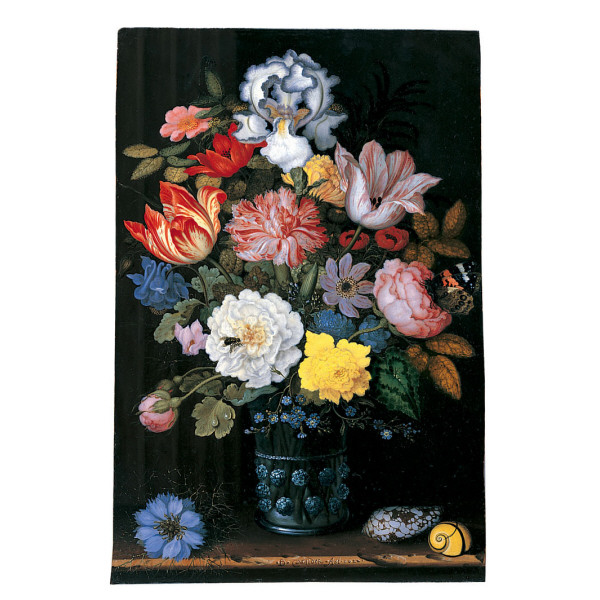
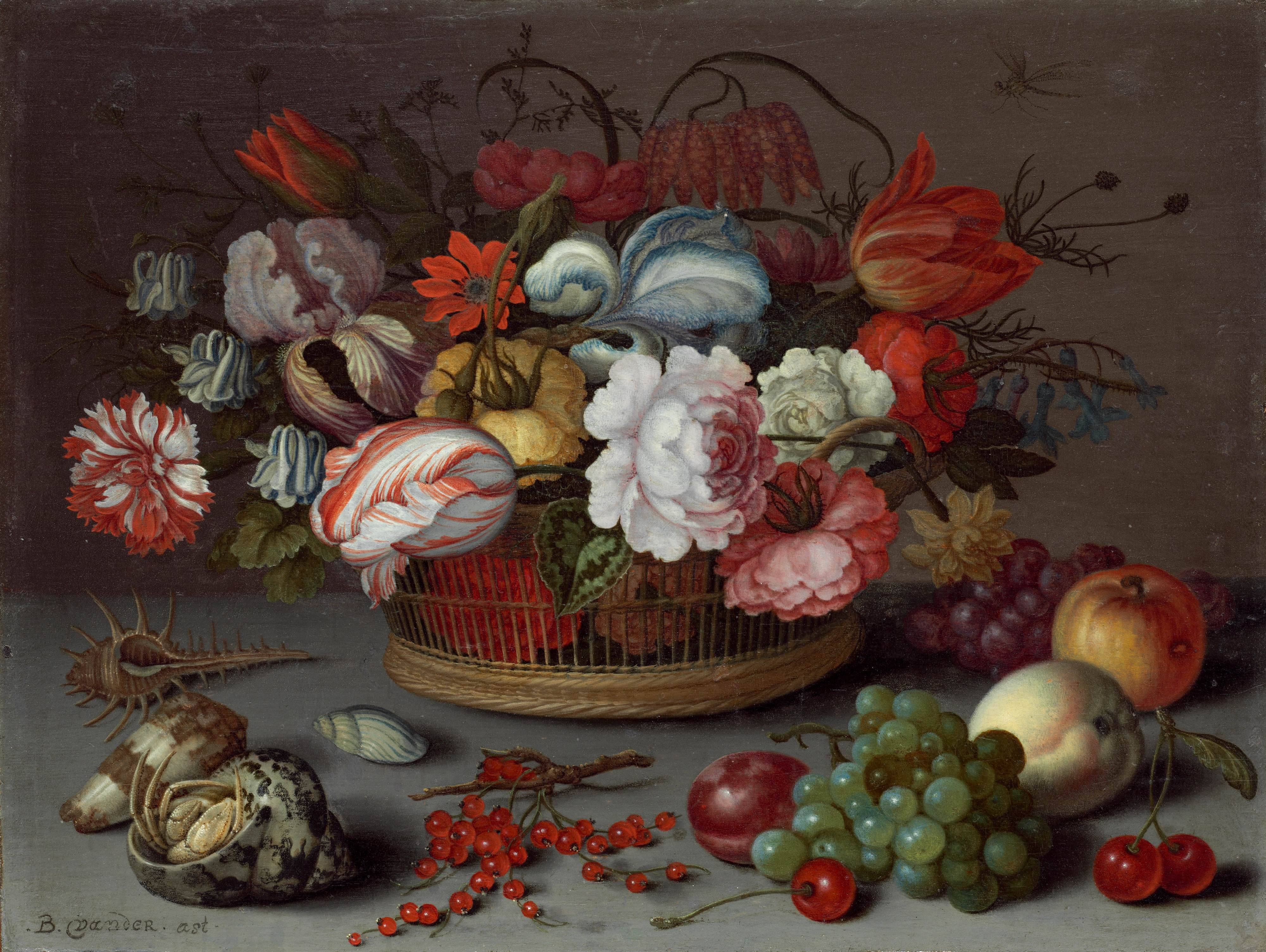
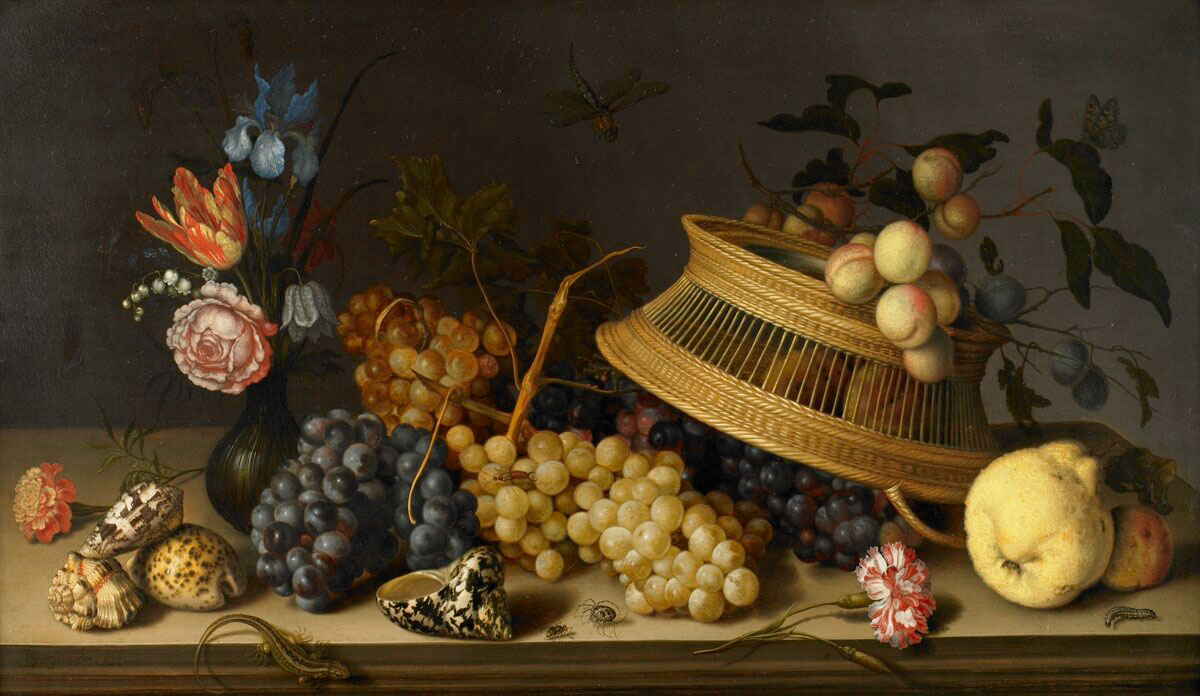
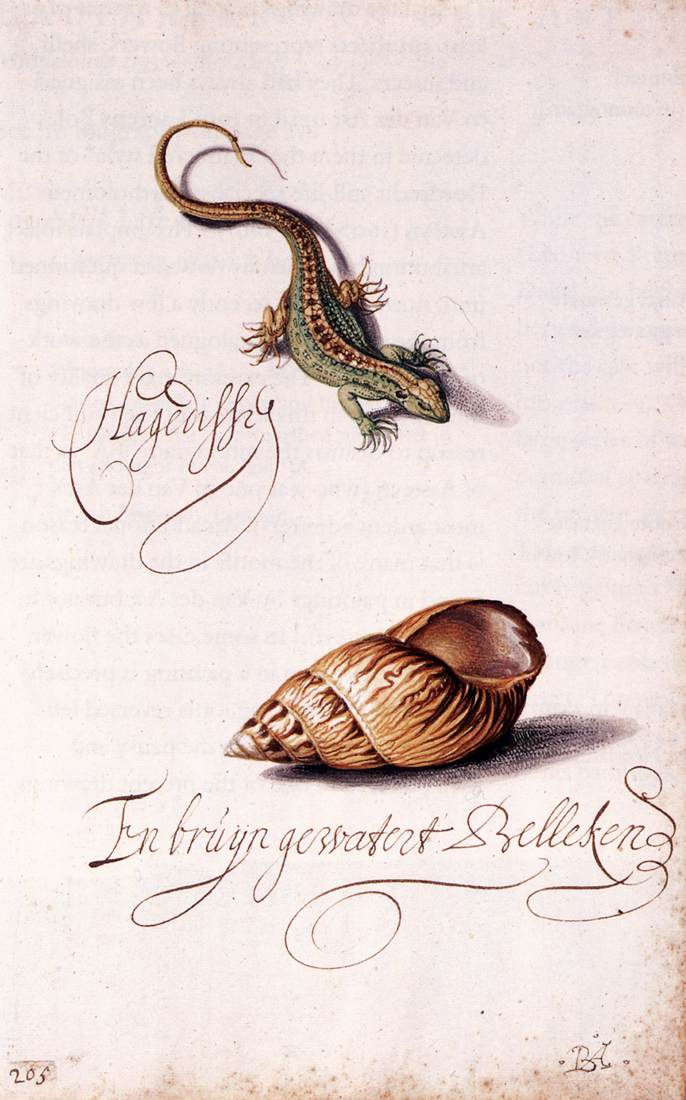
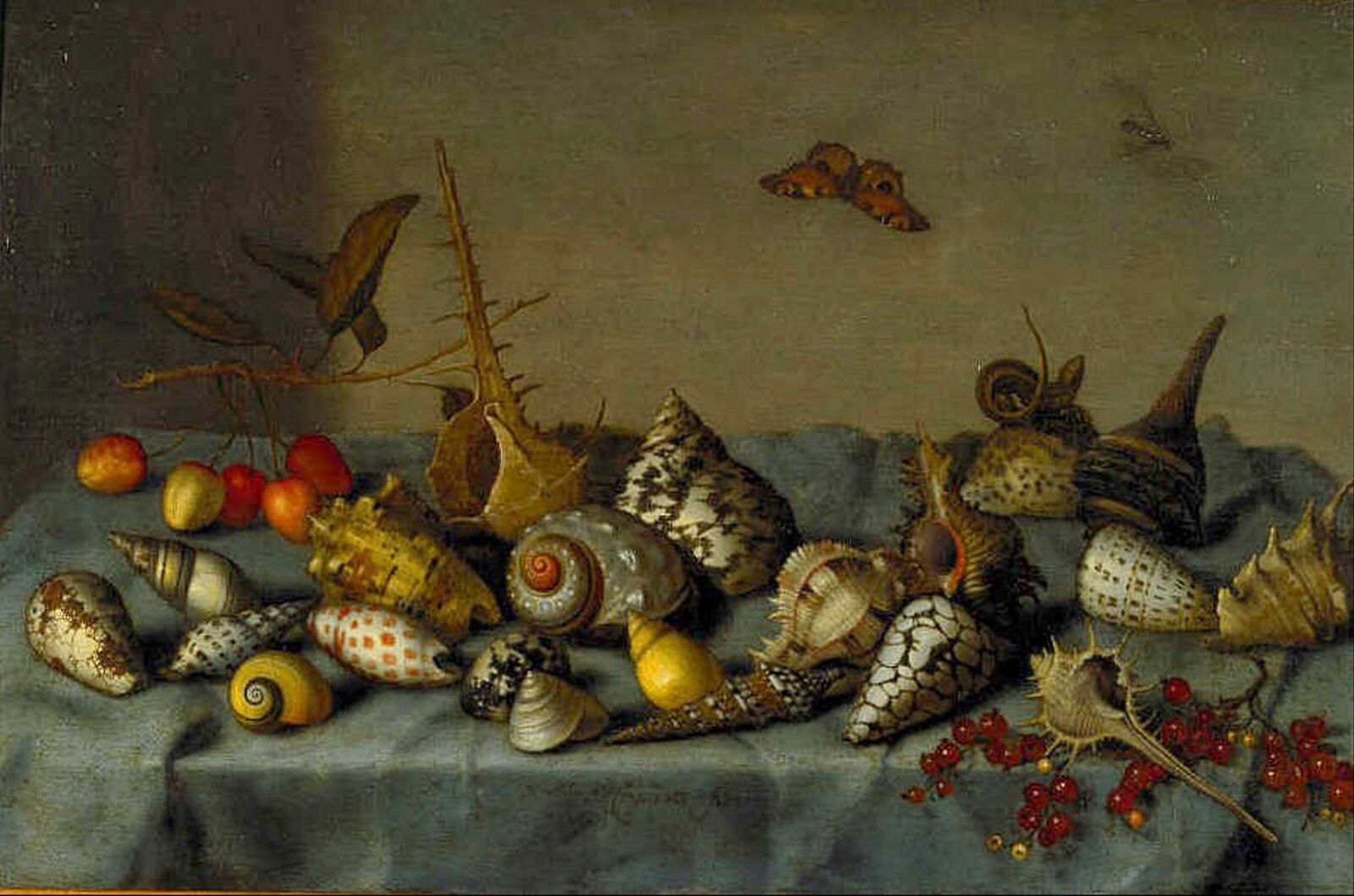

## Övrig litteratur
- Holländska mästare i svensk ägo, Nationalmusei utstälningskatalog 309, 1967